# Vlaardingen
Vlaardingen es una ciudad y también un municipio de la provincia de Holanda Meridional (Países Bajos). En enero de 2010 la ciudad contaba con 70.240 habitantes. Vlaardingen esta a la orilla del río Nuevo Mosa (neerlandés: Nieuwe Maas) y las ciudades que la rodean son al norte Midden-Delfland, al oeste Maassluis y al este Schiedam. La mayoría de la ciudad es urbana. El Broekpolder no pudo ser urbanizado debido a la contaminación de la tierra, originario de los puertos de Róterdam.

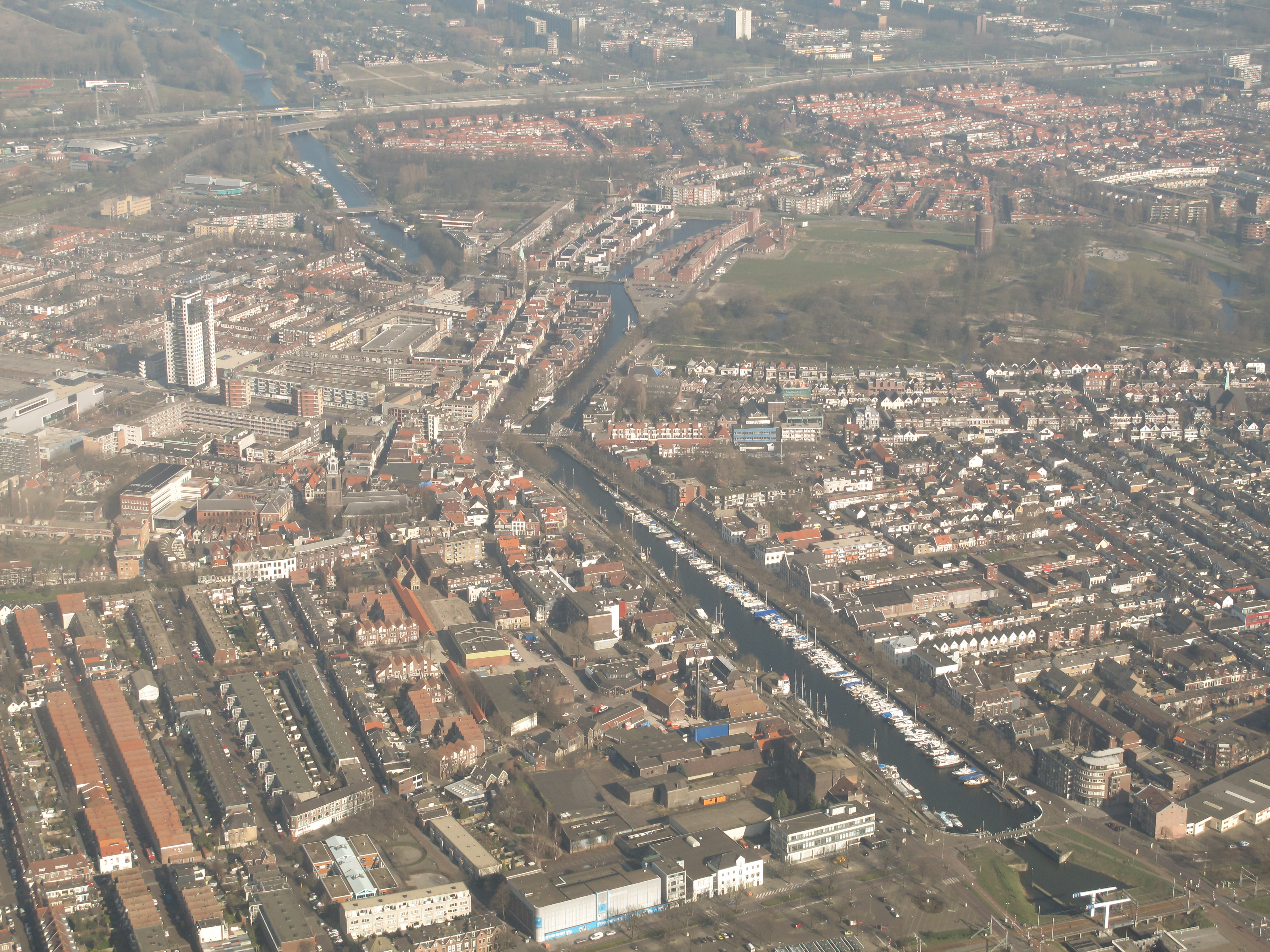
El centro de la ciudad
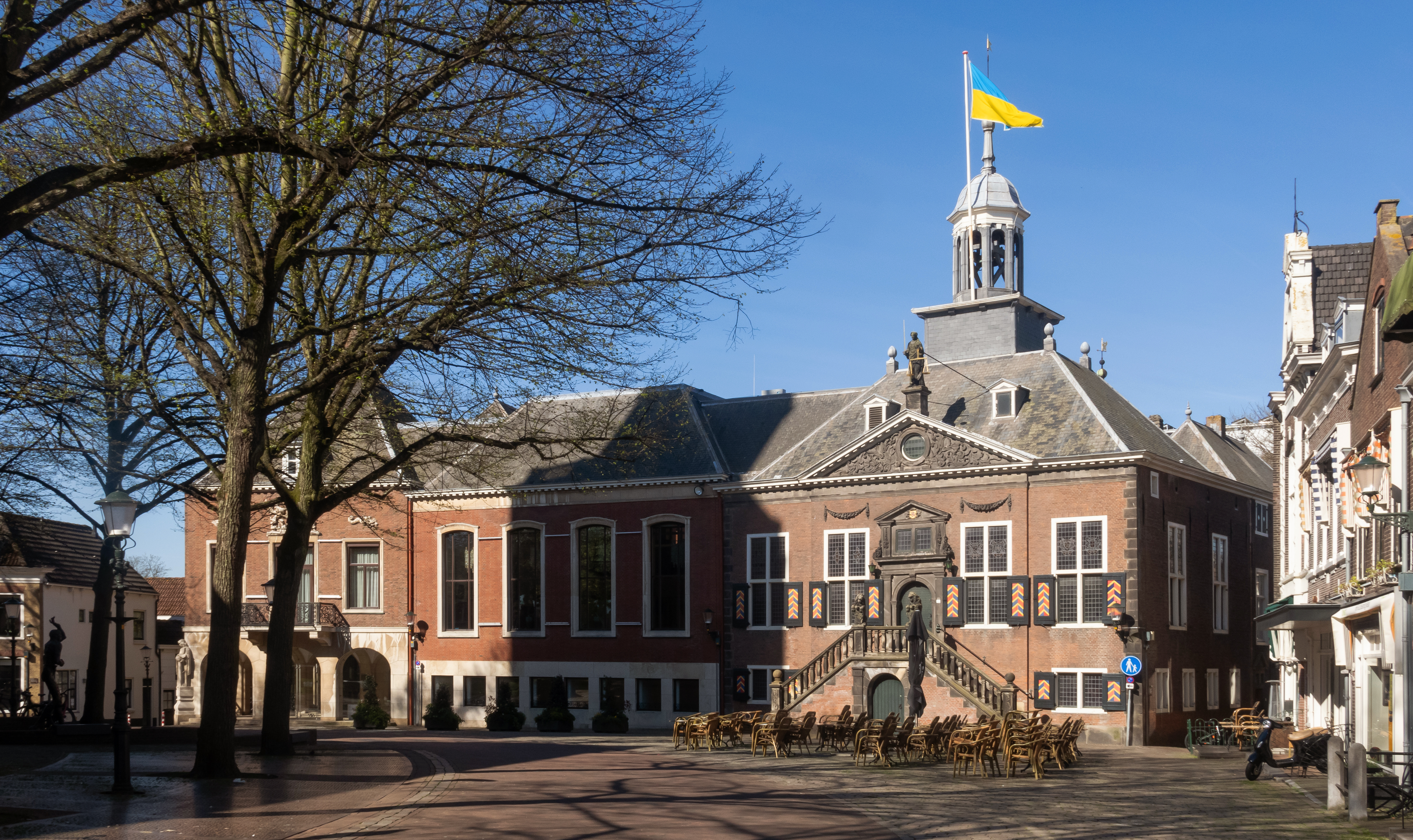
El antiguo ayuntamiento
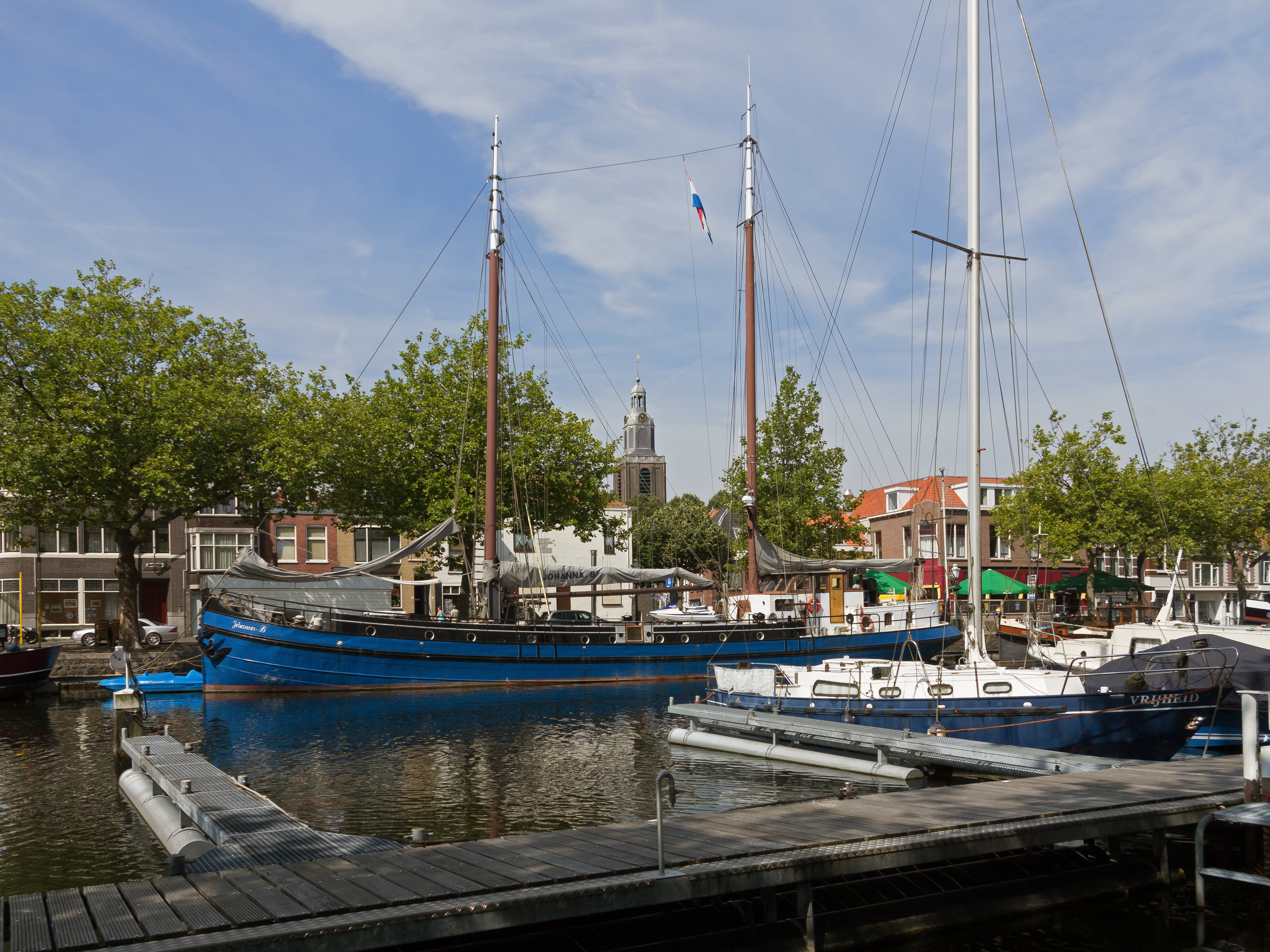
La vista del puerto
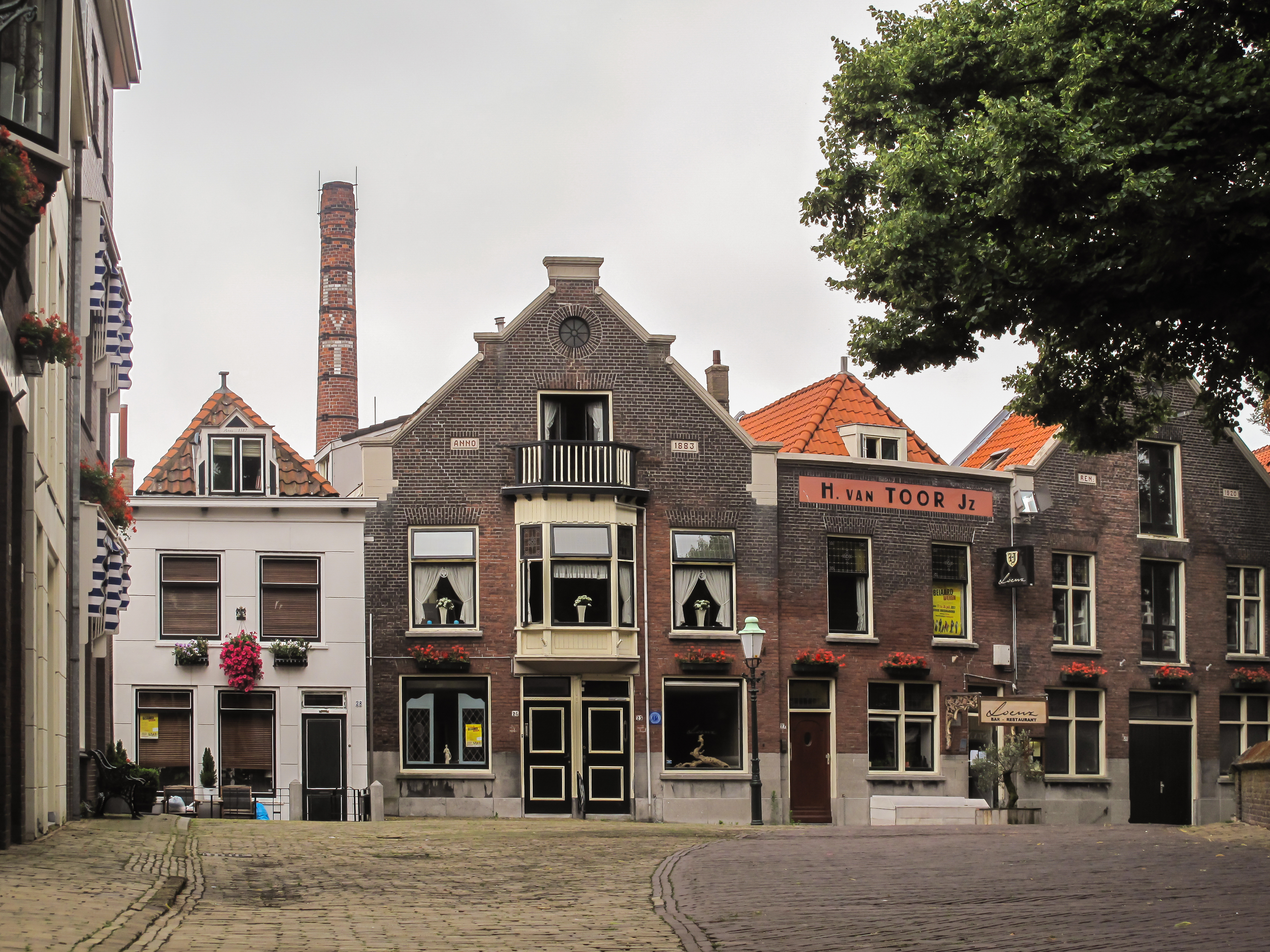
Vlaardingen, el edificio de oficinas (H van Toor) cerca de la iglesia (Grote Kerk)
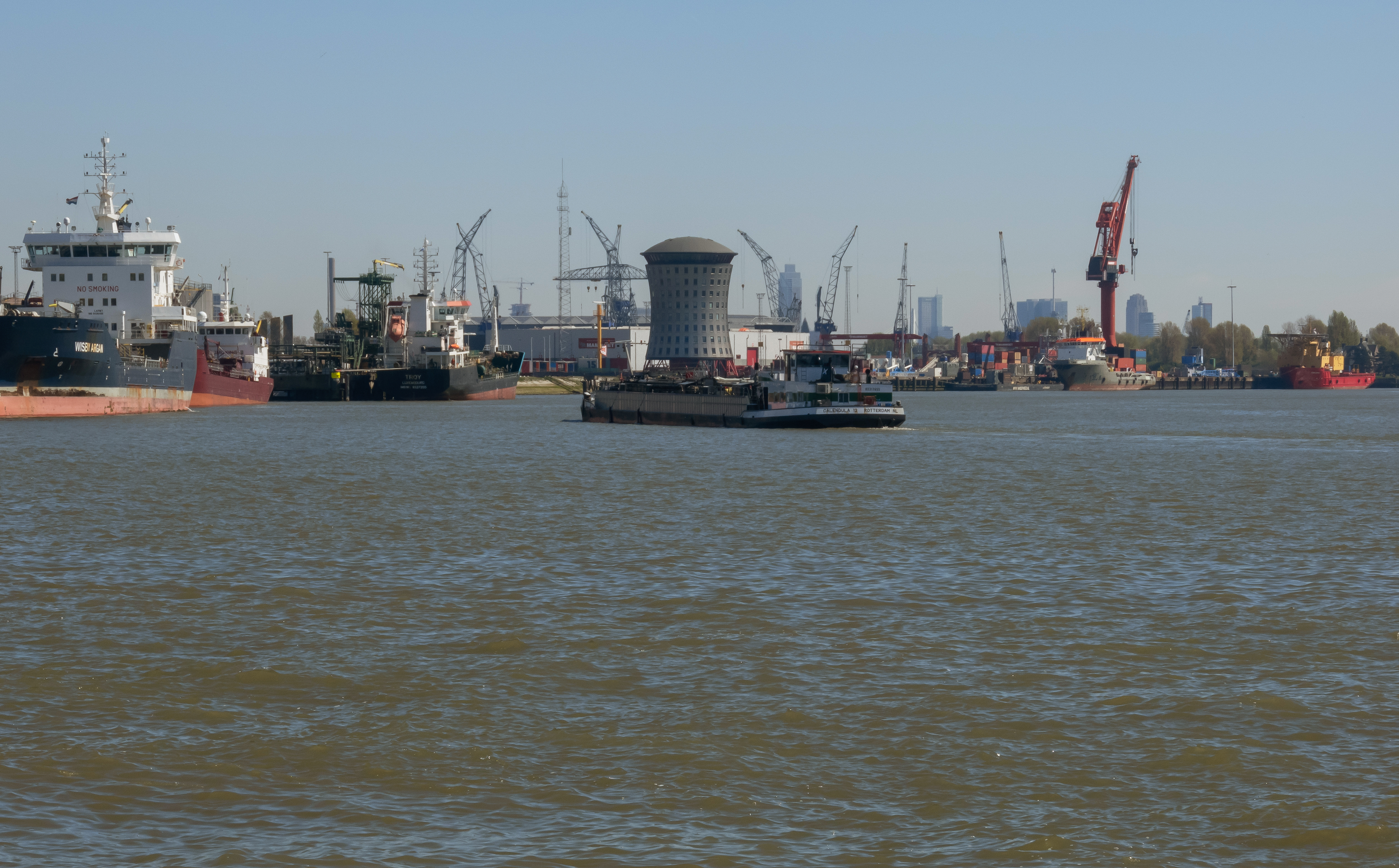
Vlaardingen, Vulcaanhaven y Wiltonhaven (en Schiedam)
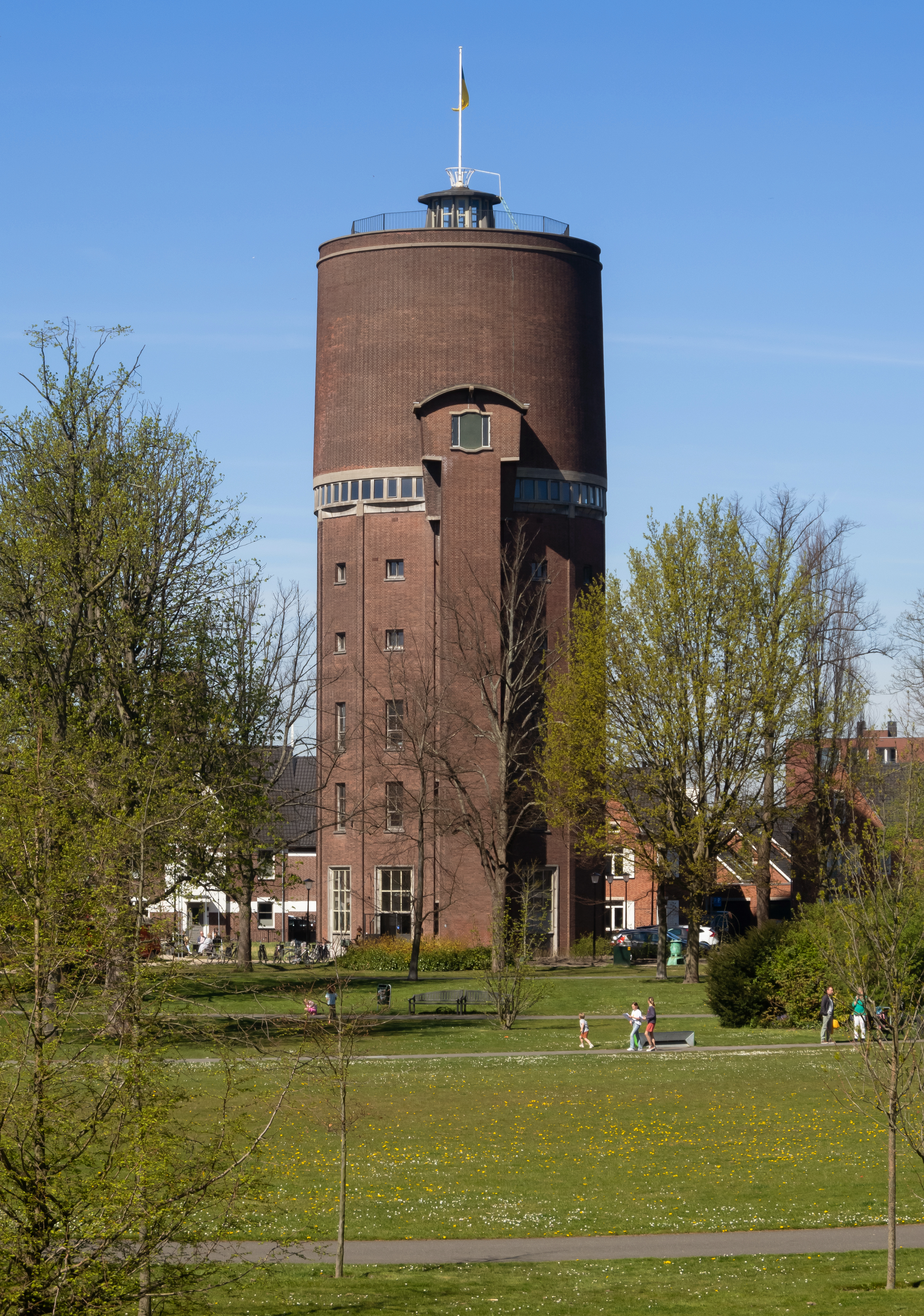
La torre de agua

- Datos: Q210007
- Multimedia: Vlaardingen / Q210007